# Рюффе-лез-Эшире
Рюффе́-лез-Эшире́ (фр. Ruffey-lès-Echirey) — коммуна во Франции, находится в регионе Бургундия. Департамент коммуны — Кот-д’Ор. Входит в состав кантона Дижон 1-й кантон. Округ коммуны — Дижон.
Код INSEE коммуны — 21535.

## Население
Население коммуны на 2010 год составляло 1193 человека.
| 1962 | 1968 | 1975 | 1982 | 1990 | 1999 | 2010 |
| ---- | ---- | ---- | ---- | ---- | ---- | ---- |
| 642  | 696  | 763  | 819  | 867  | 1081 | 1193 |

## Экономика
В 2010 году среди 757 человек трудоспособного возраста (15—64 лет) 575 были экономически активными, 182 — неактивными (показатель активности — 76,0 %, в 1999 году было 74,1 %). Из 575 активных жителей работали 543 человека (276 мужчин и 267 женщин), безработных было 32 (15 мужчин и 17 женщин). Среди 182 неактивных 79 человек были учениками или студентами, 81 — пенсионерами, 22 были неактивными по другим причинам.